# Niphargus frasassianus
Niphargus frasassianus Karaman, Borowsky & Dattagupta, 2010 è un piccolo crostaceo gammarideo d'acqua dolce della famiglia Niphargidae, endemico delle Grotte di Frasassi, nelle Marche.